# Chitianzhen (ort i Kina, Jiangxi Sheng, lat 28,65, long 115,44)
Chitianzhen är en ort i Kina. Den ligger i provinsen Jiangxi, i den sydöstra delen av landet, omkring 44 kilometer väster om provinshuvudstaden Nanchang. Antalet invånare är 29 711. Befolkningen består av 14 091 kvinnor och 15 620 män. Barn under 15 år utgör 24,0 %, vuxna 15-64 år 69 %, och äldre över 65 år 6,0 %.
Runt Chitianzhen är det tätbefolkat, med 331 invånare per kvadratkilometer. Närmaste större samhälle är Chi'an, 8,1 km nordväst om Chitianzhen. Trakten runt Chitianzhen består till största delen av jordbruksmark.
Genomsnittlig årsnederbörd är 2 159 millimeter. Den regnigaste månaden är juni, med i genomsnitt 337 mm nederbörd, och den torraste är oktober, med 44 mm nederbörd.